# Fronsac, Gironde
Fronsac je naselje in občina v jugozahodnem francoskem departmaju Gironde regije Akvitanije. Leta 2009 je naselje imelo 1.049 prebivalcev.

## Geografija
Naselje leži v pokrajini Gujeni na desnem bregu reke Dordogne, 34 km severovzhodno od Bordeauxa.

## Uprava
Fronsac je sedež istoimenskega kantona, v katerega so poleg njegove vključene še občine Asques, Cadillac-en-Fronsadais, Galgon, La Lande-de-Fronsac, Lugon-et-l'Île-du-Carnay, Mouillac, Périssac, La Rivière, Saillans, Saint-Aignan, Saint-Genès-de-Fronsac, Saint-Germain-de-la-Rivière, Saint-Michel-de-Fronsac, Saint-Romain-la-Virvée, Tarnès, Vérac in Villegouge s 14.757 prebivalci.
Kanton Fronsac je sestavni del okrožja Libourne.

## Zanimivosti
- cerkev sv. Martina, francoski zgodovinski spomenik;

## Pobratena mesta
- Pasiano di Pordenone (Furlanija-Julijska krajina, Italija);